# Michael Dickerson
Michael DeAngelo Dickerson (ur. 25 czerwca 1975 w Greenville) – amerykański koszykarz, występujący na pozycji rzucającego obrońcy.
Został zwolniony przez klub Grizzlies 27 października 2003 roku. Z powodu nękających go kontuzji pachwiny oraz ścięgna zakończył przedwcześnie karierę, nie mogąc odzyskać dawnej dyspozycji. W 2008 roku próbował powrócić do zawodowej koszykówki. Został zaproszony na obóz treningowy Cleveland Cavaliers, zwolniono go 8 października 2008 roku.
W trakcie całej swojej kariery w NBA notował średnio 15,4 punktu, 2,9 zbiórki oraz 2,6 asysty w trakcie 212 spotkań sezonu regularnego
W 2009 roku rozegrał sezon w II lidze hiszpańskiej, w zespole Faymasy Palencia. Po zakończeniu rozgrywek zakończył karierę sportową.

## Osiągnięcia
NCAA
- Mistrz NCAA (1997)[6]
- Zaliczony do[7]:
  - I składu All-Pac-12 (1997, 1998)
  - III składu All-American (1998 przez AP)

NBA
- Zaliczony do II składu debiutantów NBA (1999)[8]
- Uczestnik Rookie Challenge (2000)[7]